# 帕薩卡利亞舞曲
帕薩卡利亞舞曲（義大利語：Passacaglia；義大利語發音：[pasːaˈkaʎːa]），或譯作帕薩卡亞舞曲，是巴洛克時期晚期的一种曲式，起源于17世紀早期的西班牙，該字有‘过道’的意思。
這種曲式常常被使用於嚴肅的樂段，且通常（但非總是）以持續低音及三拍子寫成。

## 起源
passacaglia一詞（西班牙語：pasacalle；意大利語又做passacaglia、passacaglio、passagallo、passacagli或passacaglie）源於西班牙語pasar （行走）與calle（街道）（p. 305）。它起源於17世紀早期的西班牙，作為樂器伴奏舞蹈或歌曲之間的彈奏插曲。儘管這個字的確起源於西班牙語（有該時期的參考資料佐證），但第一份紀載這個詞彙的書面例子可以在1606年的意大利文獻中找到。（p. 364）
這些作品，如同該世紀初來自意大利的其他作品一樣，都有著簡潔的和弦序列，概述當時重要的和絃終止式。

### 書籍
- Walker, Thomas. . Journal of the American Musicological Society 21. Vol. 3 (Autumn). 1968: 300–320.
- Silbiger, Alexander. Stanley Sadie; John Tyrrell , 编. . The New Grove Dictionary of Music and Musicians 2 (London: Macmillan Publishers). 2001.
- Hudson, Richard. . Journal of the American Musicological Society 24. Vol. 3 (Autumn). 1971: 364–394.